# Маничкин, Кузьма Григорьевич
Кузьма Григорьевич Маничкин — советский хозяйственный, государственный и политический деятель, Герой Социалистического Труда.

## Биография
Родился в 1927 году в Пронске. Член КПСС.
С 1940 года — на хозяйственной, общественной и политической работе. В 1940—1987 гг. — колхозник, военнослужащий Советской Армии, водитель Пронской машинно-тракторной станции, комбайнёр, звеньевоё совхоза «Пронский» Пронского района Рязанской области.
Указом Президиума Верховного Совета СССР от 23 декабря 1976 года присвоено звание Героя Социалистического Труда с вручением ордена Ленина и золотой медали «Серп и Молот».
Умер в посёлке городского типа Пронский Пронского района в 2001 году.